# 法納姆 (紐約州)
法納姆（英語：Farnham）是位於美國紐約州伊利縣的村。

## 人口
根據2020年美國人口普查的數據，法納姆的面積為3.13平方千米，皆為陸地。當地共有人口381人，而人口密度為每平方千米122人。